# 黄河农村商业银行
黄河农村商业银行成立于2008年12月22日，是中国银监会确定的全国省级农村信用联社改革试点单位。